# Natació al Campionat del Món de natació de 2015 – 200 m braça femení
Els 200 metres braça femení es va celebrar entre el 6 i el 7 d'agost al Kazan Arena Stadium a Kazan.

## Rècords
Els rècords del món abans de començar la prova:
| Rècord del món       | Rikke Møller Pedersen, Dinamarca | 2:19,11 | Barcelona, Catalunya | 1 d'agost de 2013 |
| Rècord del campionat | Rikke Møller Pedersen, Dinamarca | 2:19,11 | Barcelona, Catalunya | 1 d'agost de 2013 |

## Resultats
Les sèries es van disputar a les 10:11.

   *   Classificades
| Posició | Sèrie | Carril | Nom                       | País            | Temps   | Notes |
| ------- | ----- | ------ | ------------------------- | --------------- | ------- | ----- |
| 1       | 4     | 4      | Kanako Watanabe           | Japó            | 2:23,29 | Q     |
| 2       | 4     | 3      | Micah Lawrence            | Estats Units    | 2:23,32 | Q     |
| 3       | 4     | 7      | Hrafnhildur Lúthersdóttir | Islàndia        | 2:23,54 | Q     |
| 4       | 3     | 1      | Fanny Lecluyse            | Bèlgica         | 2:23,77 | Q     |
| 5       | 5     | 3      | Viktoriya Zeynep Gunes    | Turquia         | 2:23,81 | Q     |
| 6       | 5     | 4      | Rikke Møller Pedersen     | Dinamarca       | 2:23,90 | Q     |
| 7       | 5     | 2      | Jessica Vall              | Catalunya       | 2:23,97 | Q     |
| 8       | 4     | 6      | Vitalina Simonova         | Rússia          | 2:23,99 | Q     |
| 9       | 4     | 5      | Taylor McKeown            | Austràlia       | 2:24,02 | Q     |
| 10      | 5     | 5      | Shi Jinglin               | R.P. de la Xina | 2:24,09 | Q     |
| 11      | 3     | 3      | Kierra Smith              | Canadà          | 2:24,12 | Q     |
| 12      | 5     | 6      | Tessa Wallace             | Austràlia       | 2:24,88 | Q     |
| 13      | 5     | 7      | Marina García Urzainqui   | Catalunya       | 2:25,32 | Q     |
| 14      | 5     | 8      | Vanessa Grimberg          | Alemanya        | 2:25,74 | Q     |
| 15      | 3     | 4      | Rie Kaneto                | Japó            | 2:25,75 | Q     |
| 16      | 5     | 1      | Jenna Laukkanen           | Finlàndia       | 2:25,91 | Q     |
| 17      | 3     | 5      | Yuliya Yefimova           | Rússia          | 2:26,11 |       |
| 18      | 3     | 6      | Molly Renshaw             | Regne Unit      | 2:26,32 |       |
| 19      | 4     | 2      | Breeja Larson             | Estats Units    | 2:26,38 |       |
| 20      | 3     | 7      | Ilaria Scarcella          | Itàlia          | 2:26,40 |       |
| 21      | 3     | 2      | Martha McCabe             | Canadà          | 2:26,51 |       |
| 22      | 5     | 0      | Martina Moravčíková       | Txèquia         | 2:28,41 |       |
| 23      | 4     | 1      | Zhang Xinyu               | R.P. de la Xina | 2:28,57 |       |
| 24      | 3     | 9      | Tanja Šmid                | Eslovènia       | 2:28,64 |       |
| 25      | 3     | 8      | Yang Ji-won               | Corea del Sud   | 2:29,24 |       |
| 26      | 4     | 9      | Julia Sebastian           | Argentina       | 2:29,28 |       |
| 26      | 5     | 9      | Anna Sztankovics          | Hongria         | 2:29,28 |       |
| 28      | 2     | 7      | Ana Radić                 | Croàcia         | 2:29,71 |       |
| 29      | 3     | 0      | Fiona Doyle               | Irlanda         | 2:29,77 |       |
| 30      | 1     | 6      | Daniela Carrillo          | Mèxic           | 2:30,65 |       |
| 31      | 2     | 8      | Maria Romanjuk            | Estònia         | 2:31,37 |       |
| 32      | 2     | 5      | Raminta Dvariškytė        | Lituània        | 2:31,74 |       |
| 33      | 4     | 0      | Jung Seul-ki              | Corea del Sud   | 2:31,85 |       |
| 34      | 2     | 0      | Mercedes Toledo           | Veneçuela       | 2:32,69 |       |
| 35      | 2     | 3      | Victoria Kaminskaya       | Portugal        | 2:33,73 |       |
| 36      | 1     | 3      | Samantha Yeo              | Singapur        | 2:33,85 |       |
| 37      | 2     | 2      | Aļona Ribakova            | Letònia         | 2:34,69 |       |
| 38      | 2     | 6      | Phiangkhwan Pawapotako    | Tailàndia       | 2:34,77 |       |
| 39      | 1     | 5      | Daniela Lindemeier        | Namíbia         | 2:35,17 |       |
| 40      | 2     | 1      | Jovana Bogdanović         | Sèrbia          | 2:35,88 |       |
| 41      | 4     | 8      | Anastasiya Malyavina      | Ucraïna         | 2:36,49 |       |
| 42      | 2     | 4      | Dariya Talanova           | Kirguizstan     | 2:37,04 |       |
| 43      | 1     | 4      | Lin Pei-wun               | Xina Taipei     | 2:39,19 |       |
| 44      | 1     | 2      | Mihaela Bat               | Moldàvia        | 2:40,57 |       |
| 45      | 2     | 9      | Sin Jin-hui               | Corea del Nord  | 2:41,41 |       |
| 46      | 1     | 0      | Tilka Paljk               | Zàmbia          | 2:55,98 |       |
| 47      | 1     | 1      | Pilar Shimizu             | Guam            | 2:56,47 |       |
| 48      | 1     | 8      | Anum Bandey               | Pakistan        | 2:58,10 |       |
| 49      | 1     | 7      | Nooran Ba Matraf          | Iemen           | 3:07,78 |       |
| 50      | 1     | 9      | Sajina Aishath            | Maldives        | 3:16,50 |       |

### Semifinals
Les semifinals es va disputar a les 17:51.

#### Semifinal 1
| Posició | Carril | Nom                   | País            | Temps   | Notes |
| ------- | ------ | --------------------- | --------------- | ------- | ----- |
| 1       | 3      | Rikke Møller Pedersen | Dinamarca       | 2:21,99 | Q     |
| 2       | 4      | Micah Lawrence        | Estats Units    | 2:22,04 | Q     |
| 3       | 6      | Vitalina Simonova     | Rússia          | 2:22,72 | Q     |
| 4       | 2      | Shi Jinglin           | R.P. de la Xina | 2:23,06 | QSO   |
| 5       | 5      | Fanny Lecluyse        | Bèlgica         | 2:23,83 |       |
| 6       | 7      | Tessa Wallace         | Austràlia       | 2:24,68 |       |
| 7       | 1      | Vanessa Grimberg      | Alemanya        | 2:25,36 |       |
| 8       | 8      | Jenna Laukkanen       | Finlàndia       | 2:25,45 |       |

#### Semifinal 2
| Posició | Carril | Nom                       | País      | Temps   | Notes |
| ------- | ------ | ------------------------- | --------- | ------- | ----- |
| 1       | 4      | Kanako Watanabe           | Japó      | 2:22,15 | Q     |
| 2       | 7      | Kierra Smith              | Canadà    | 2:22,82 | Q     |
| 3       | 8      | Rie Kaneto                | Japó      | 2:22,88 | Q     |
| 4       | 6      | Jessica Vall              | Catalunya | 2:22,90 | Q     |
| 5       | 5      | Hrafnhildur Lúthersdóttir | Islàndia  | 2:23,06 | QSO   |
| 6       | 3      | Viktoriya Zeynep Gunes    | Turquia   | 2:24,01 |       |
| 7       | 2      | Taylor McKeown            | Austràlia | 2:24,41 |       |
| 8       | 1      | Marina García Urzainqui   | Catalunya | 2:25,52 |       |

#### Desempat
El desempat es va disputar a les 19:43.
| Posició | Carril | Nom                       | País            | Temps   | Notes |
| ------- | ------ | ------------------------- | --------------- | ------- | ----- |
| 1       | 4      | Shi Jinglin               | R.P. de la Xina | 2:23,75 | Q     |
| 2       | 5      | Hrafnhildur Lúthersdóttir | Islàndia        | 2:25,11 |       |

### Final

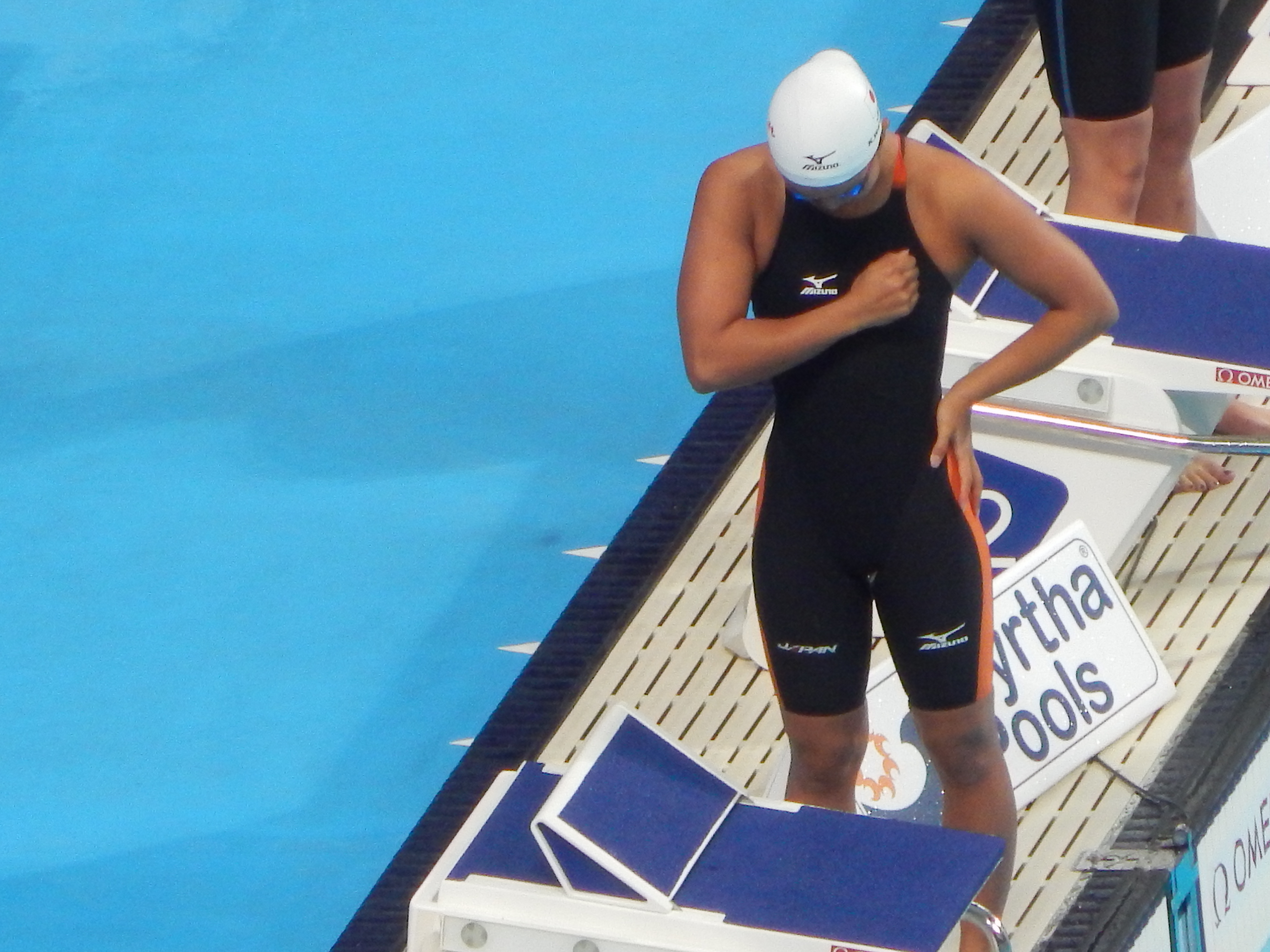
Watanabe abans de la final

La finales va celebrar a les 18:25.
| Posició | Carril | Nom                   | País            | Temps   | Notes |
| ------- | ------ | --------------------- | --------------- | ------- | ----- |
| 1       | 3      | Kanako Watanabe       | Japó            | 2:21,15 |       |
| 2       | 5      | Micah Lawrence        | Estats Units    | 2:22,44 |       |
| 3       | 1      | Jessica Vall          | Catalunya       | 2:22,76 |       |
| 3       | 4      | Rikke Møller Pedersen | Dinamarca       | 2:22,76 |       |
| 3       | 8      | Shi Jinglin           | R.P. de la Xina | 2:22,76 |       |
| 6       | 7      | Rie Kaneto            | Japó            | 2:23,19 |       |
| 7       | 6      | Vitalina Simonova     | Rússia          | 2:23,59 |       |
| 8       | 2      | Kierra Smith          | Canadà          | 2:23,61 |       |